# Parasthetops retinaculus
Parasthetops retinaculus är en skalbaggsart som beskrevs av Perkins 2008. Parasthetops retinaculus ingår i släktet Parasthetops och familjen vattenbrynsbaggar. Inga underarter finns listade i Catalogue of Life.